# Ernest Rude

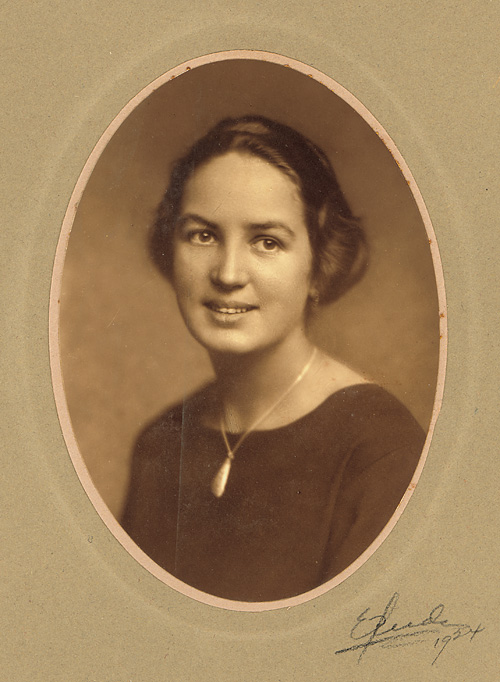
Ernest Rude: portrét fotografky Elisabeth Meyer, 1924

Ernest Rude (23. ledna 1871 Drammen, Norsko – 18. března 1948 Oslo) byl norský portrétní fotograf.

## Život a dílo
Narodil se 23. ledna 1871 v norském Drammenu jako syn fotografa Christoffera Gadea Rudeho (1839–1901) a jeho ženě, která se jmenovala Andrea Elise Geelmuyden (1839–1920). Byl strýcem Finna Størena.
Kariéru započal ve společnosti svého otce a od roku 1907 do roku 1910 provozoval firmu společně s Frederikem Hilfling-Rasmussenem. V provozování této společnosti pokračoval až do své smrti v březnu 1948 v Oslu, od roku 1943 s Andreasem Thorsrudem, který ji pak převzal. Jako fotograf byl Ernest Rude nejznámější jako portrétista. V období 1912–1927 předsedal Norské asociaci profesionálních fotografů a čestným členem se stal v roce 1946. Byl také čestným členem švédských a dánských sdružení, a v roce 1925 byl jmenován rytířem Řádu Dannebrog.
Oženil se s Margretou Arnebergovou (1876–1954) a jejich syn Rolf Rude byl malíř.

## Galerie

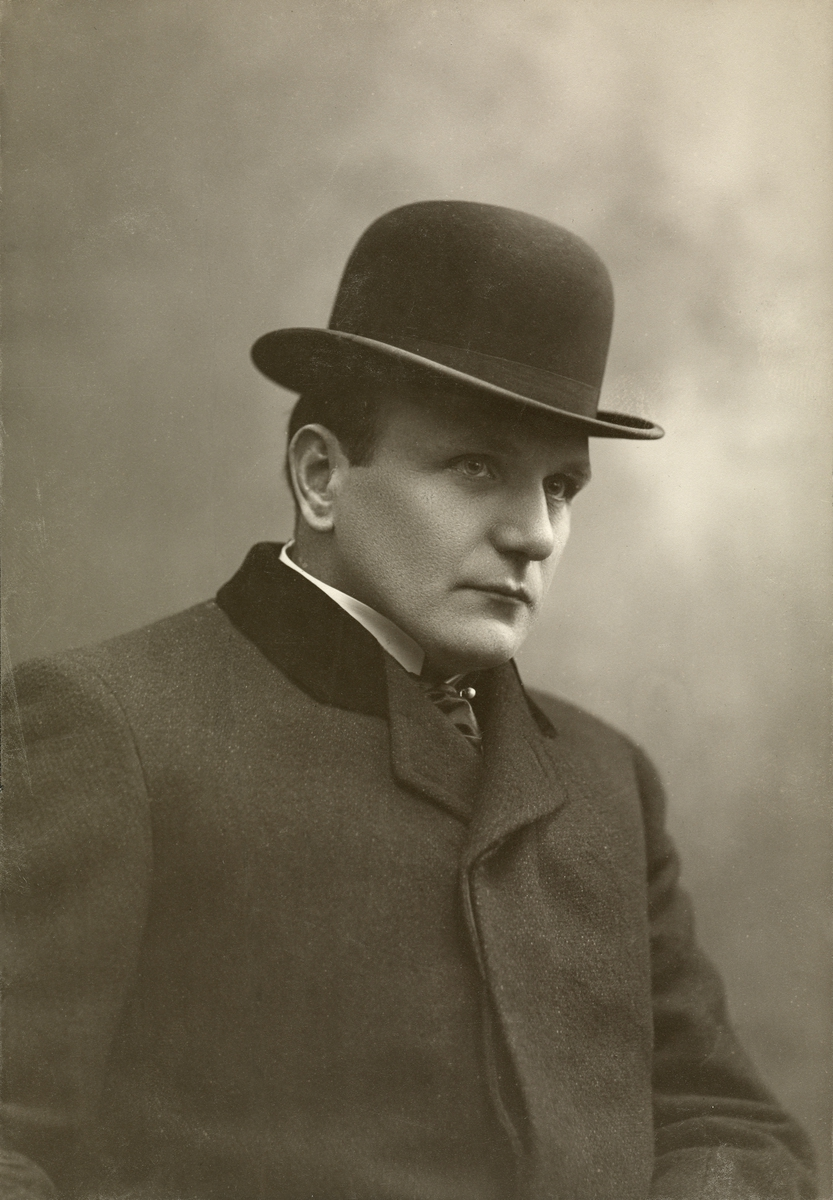
Herec Egil Eide, 1900
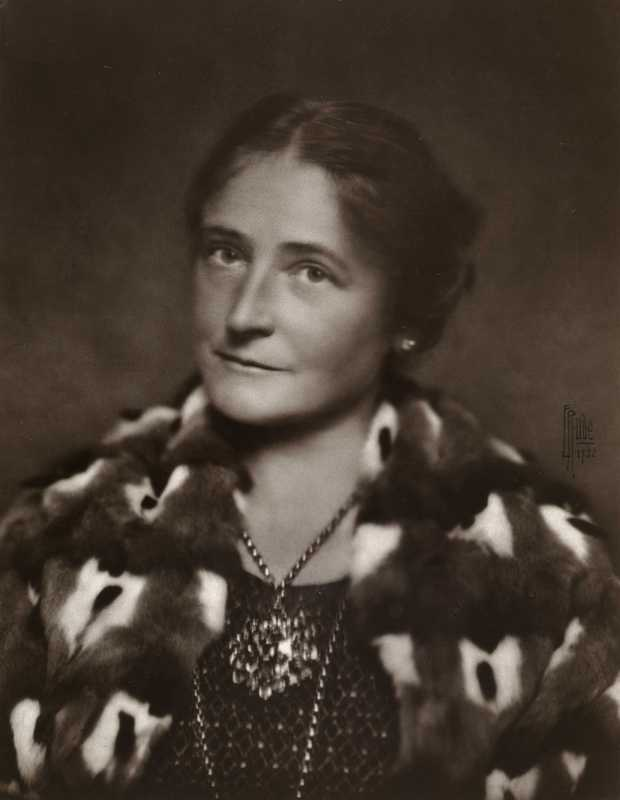
Barbra Ring, 1922
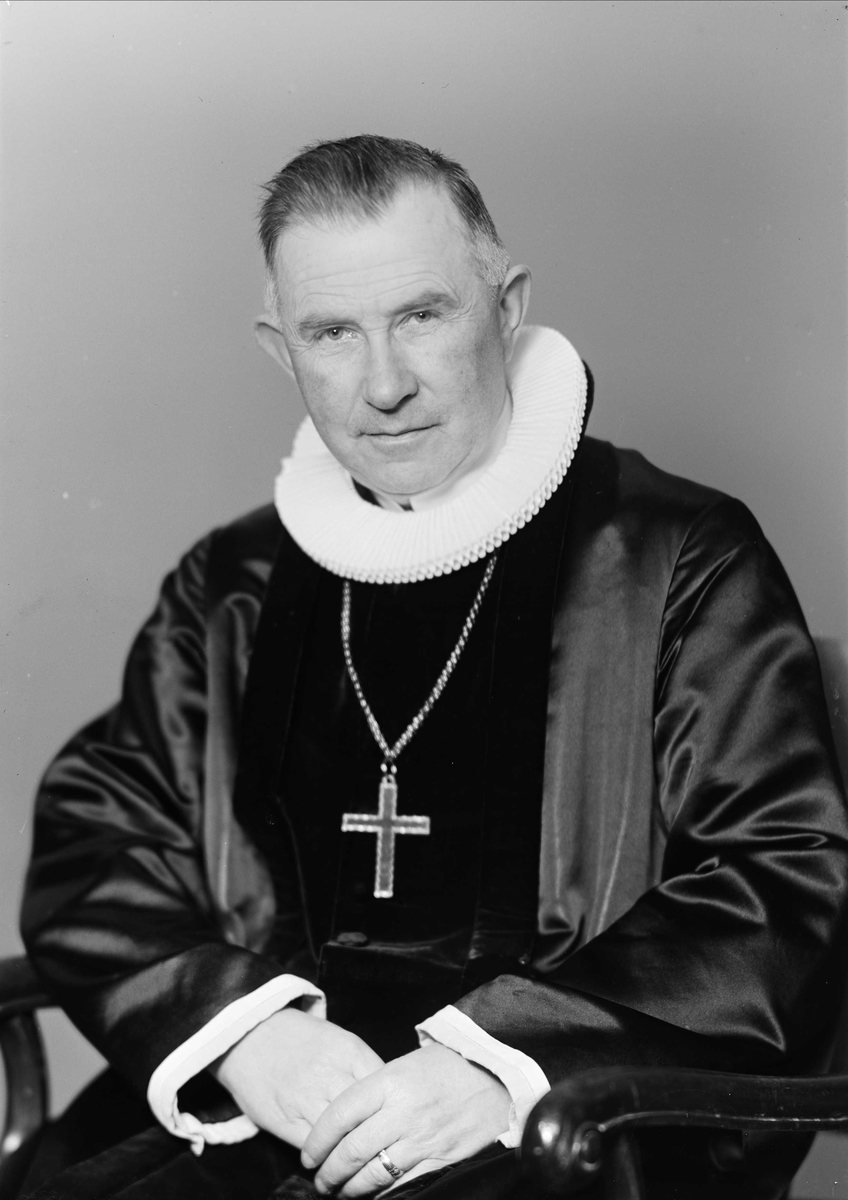
Eivind Berggrav
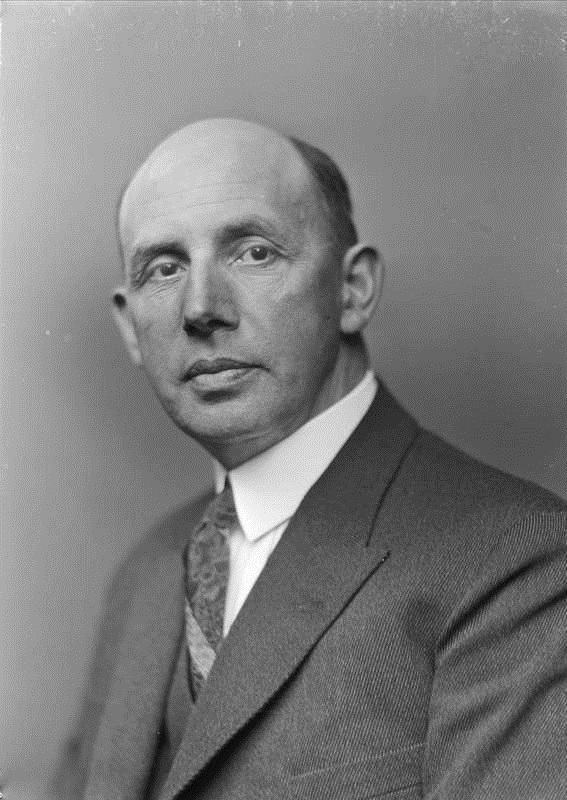
Gresvig, Aksel Johannes Andersen (1876–1958)
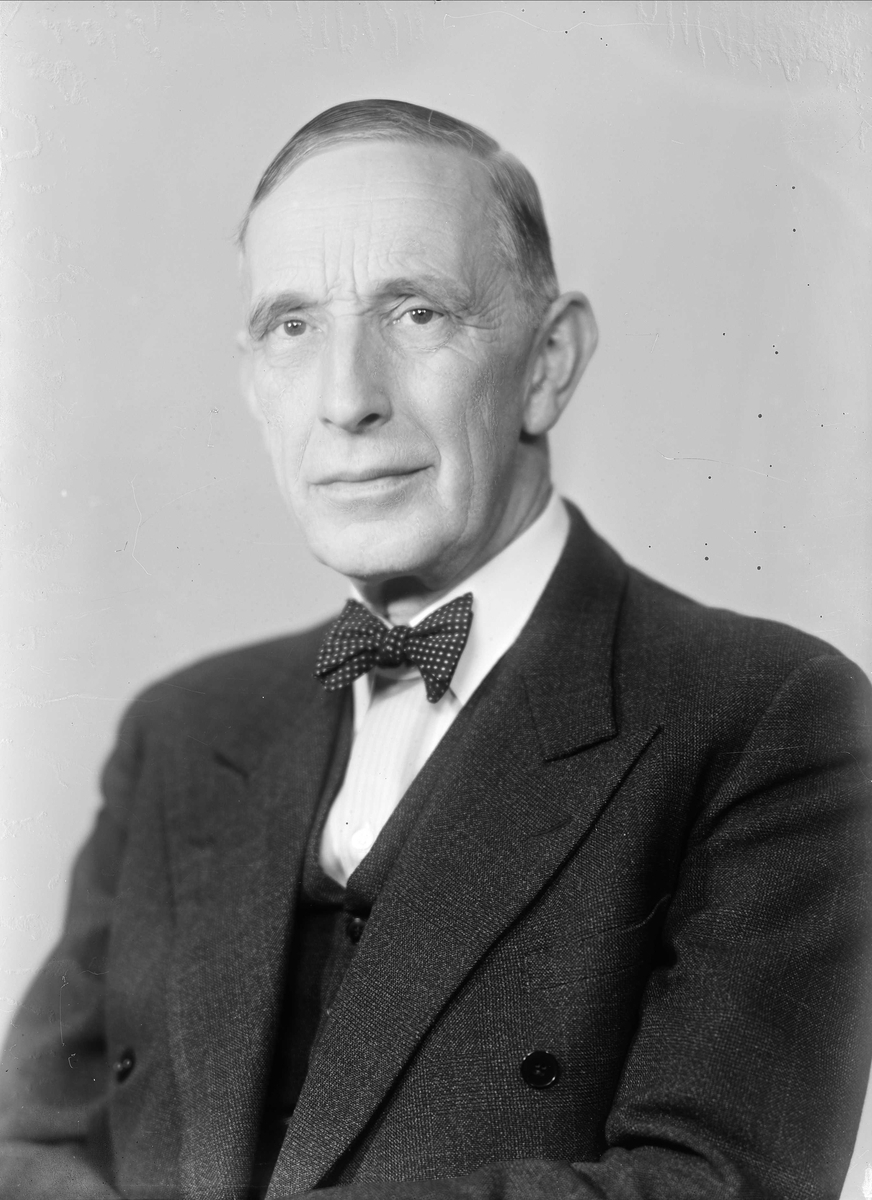
Otto Lous Mohr
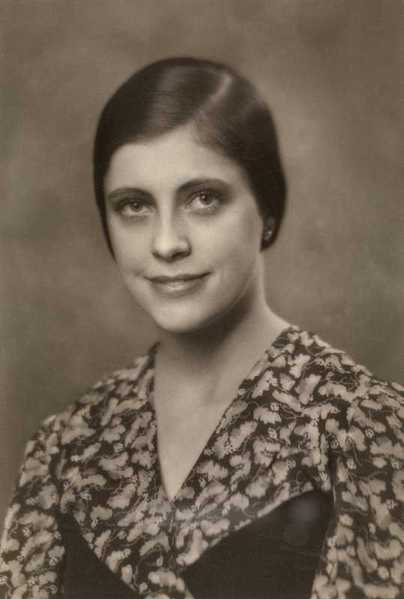
Rita Tori
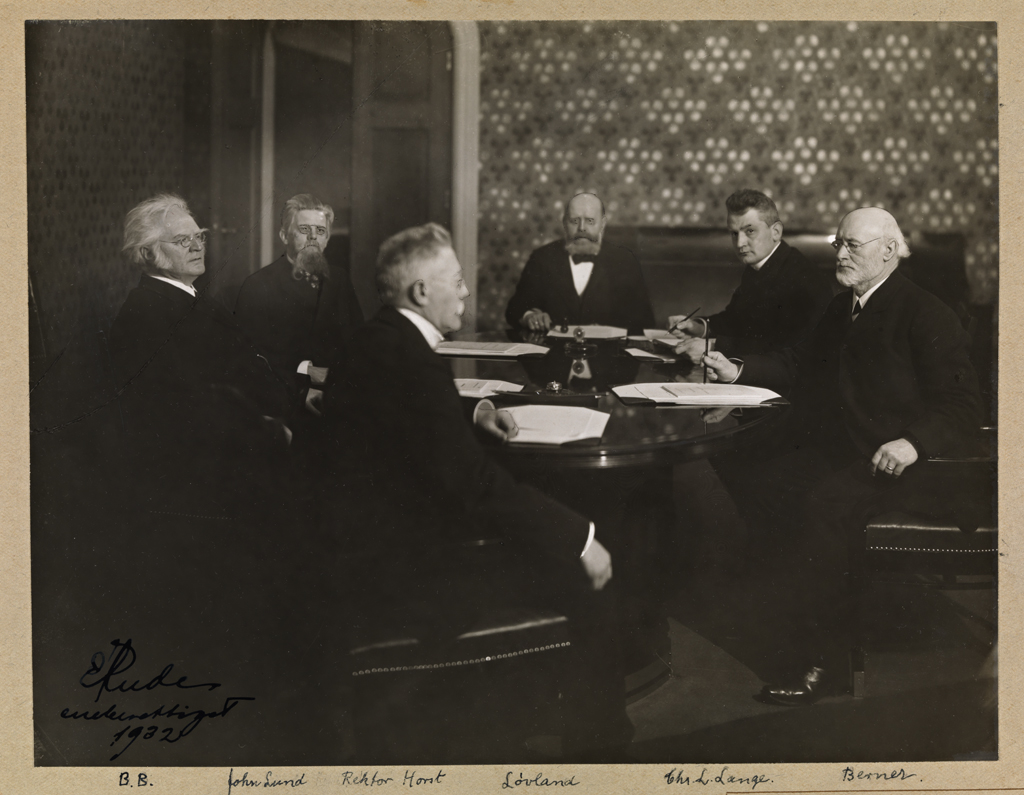
První setkání Norské Nobelovy komise, 1897
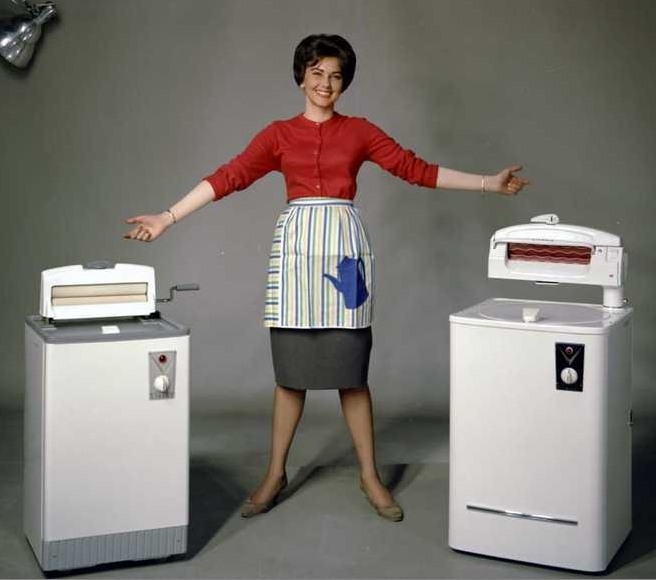
Reklamní fotografie Vaskemaskiner, 1960